# MPB4 (álbum)
MPB4 é o álbum de estreia do grupo brasileiro MPB4. Foi lançado em Disco de vinil em 1966 pela gravadora Elenco Records. 

## Ficha Técnica
- Produção - Aloysio de Oliveira
- Assistente de produção - José Delphing Filho
- Estúdio - Elenco Records
- Capa - Estúdio Io
- Foto - Francisco Pereira

## Faixas
| Lado A |                        |         |  |
| N.º    | Título                 | Duração |  |
| 1.     | "Manhã de Liberdade"   | 2:11    |  |
| 2.     | "Agora É Cinza"        | 2:20    |  |
| 3.     | "Juca"                 | 1:33    |  |
| 4.     | "Poema do Mar"         | 2:30    |  |
| 5.     | "Sonho De Um Carnaval" | 2:17    |  |

| Lado B |                   |         |  |
| N.º    | Título            | Duração |  |
| 1.     | "Olê Olá"         | 3:41    |  |
| 2.     | "Tereza Tristeza" | 1:56    |  |
| 3.     | "Lamento"         | 2:42    |  |
| 4.     | "Trem Parador"    | 2:18    |  |
| 5.     | "Samba Lamento"   | 2:30    |  |